# Hydrellia griseola
Hydrellia griseola är en tvåvingeart som först beskrevs av Fallen 1813.  Hydrellia griseola ingår i släktet Hydrellia och familjen vattenflugor. Arten är reproducerande i Sverige. Inga underarter finns listade i Catalogue of Life.

## Bildgalleri

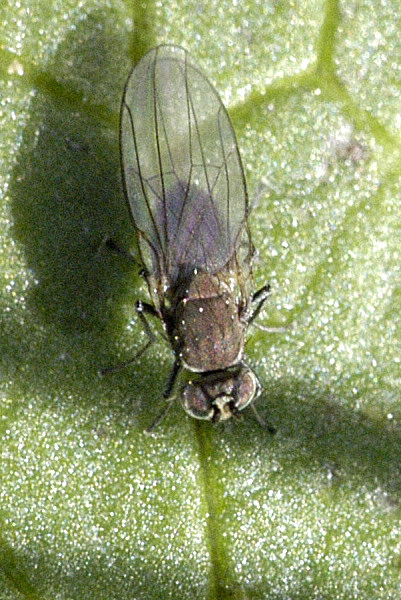
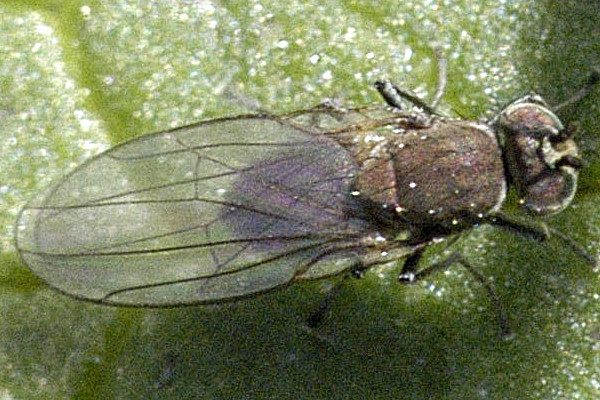